# Kishidaia
Genre
Kishidaia est un genre d'araignées aranéomorphes de la famille des Gnaphosidae.

## Distribution
Les espèces de ce genre se rencontrent en zone paléarctique.

## Liste des espèces
Selon World Spider Catalog (version 18.5, 02/01/2018) :
- Kishidaia albimaculata (Saito, 1934)
- Kishidaia conspicua (L. Koch, 1866)
- Kishidaia coreana (Paik, 1992)

## Étymologie
Ce genre est nommé en l'honneur de Kyūkichi Kishida.

## Publication originale
- Yaginuma, 1960 : Spiders of Japan in colour. Hoikusha, Osaka, p. 1-186.